# PPM星表
PPM星表 （位置和自行星表）是SAO星表的繼承者，它包含 378,910顆恆星的精確位置和自行，涵蓋了J2000.0/FK5全天座標系統中全部的恆星。其設計目的是盡可能的取代和結束 國際天文學聯合會（IAU）1976年制定的天空座標系統，例如以FK5定義的星表。因此PPM是FK5的擴充，有更多數量的恆星和更暗弱的星等。

## 敘述
PPM 可以考慮替代之前提供類似目地的兩個天體星表：AGK3和SAO星表。相較於PPM，這些較舊的星表是基於（1）現在已經過時的FK4系統的位置和自行，（2）每顆恆星只有兩個位置的測量。
雖然SAO星表在9等星上算是完整的，但只有4,503顆比10等暗，PPM星表在9.5等仍是相當完整的，並且有102,672顆比10等暗的恆星，以及22,393顆比11等更暗淡。原始的PPM釋出之後，PPM補充清單的目的是要完整呈現7.5等星。對於更暗淡的恆星，在補充清單中指出：
... 在V=7.5和V=8.5之間的20,000顆恆星，PPM可能只遺漏了數百顆。所以，可以認為實際上PPM至8.5等星也是完整的。在攝影星等上，這相當於9等星。

在星表中所包含的資料在NASA（和其它的網站）是可下載的。四個檔案的星表分別是PPM North、PPM South、Bright Star Supplement to PPM、和The 90000 stars Supplement to the PPM Catalogue。

## 外部連結
- 導引星表 v1.2
- 星表